# Саша Митич
Саша Митич ((серб. Саша Митић/Saša Mitić, нар. 7 грудня 1978, Пірот) — сербський футболіст, який грав на позиції нападника. Відомий за виступами у низці сербських та зарубіжних клубів. В Україні відомий виступами за клуби «Волинь» у вищій лізі та «Закарпаття» у першій лізі.

## Клубна кар'єра
Народився Саша Митич у місті Пірот, і розпочав займатися футболом у рідному місті. Дебютував у професійному футболі Митич у команді з рідного міста «Раднички». На початку 2000-х років футболіст їздив на перегляд до московського «Динамо», пізніше також до «Црвени Звезди», але за футболіста його клуб вимагав велику суму трансферу, тому він так і не став футболістом цих клубів. На початку 2004 року «Раднички» дав згоду на перехід футболіста до клубу вищої української ліги «Волинь» з Луцька. У клубі відразу став одним із кращих бомбардирів, відзначившись за півроку виступів 5 м'ячами в 14 проведених матчах, а його дубль у матчі з полтавською «Ворсклою» приніс перемогу «Волині» у матчі, в якому луцька команда спочатку програвала. У літнє міжсезоння сербський форвард їздив на перегляд до Росії, проте підійшов місцевим клубам, і повернувся до «Волині». У наступному сезоні Митич різко зменшив свою результативність, відзначившись лише 2 забитими м'ячами у 23 проведених матчах чемпіонату України, а в першій половині сезону 2005—2006 футболіст зіграв лише 5 матчів, та покинув клуб. Нетривалий час Саша Митич грав у нижчоліговому сербському клубі «Козаніца», а за півроку в клубі «Раднички» з Ніша. На початку 2007 року Митич став гравцем першолігового українського клубу «Закарпаття»., проте грав у ньому також лише півроку. Короткий час футболіст перебував у боснійському клубі «Лакташі», а далі по півроку форвард грав у клубах «Вождовац» і «Динамо» (Вранє). На початку 2009 року Саша Митич нетривалий час грав за клуб «Млади Радник». Протягом сезону 2009—2010 років футболіст виступав у клубі «Слога» з Кралєво. У сезоні 2010—2011 років Митич знову грав у клубі «Раднички» з Ніша, а у 2011 році повернувся до свого рідного клубу «Раднички» з Пірота, в якому грав протягом трьох років.